# OnLive
OnLive je platforma igranja na zahtevo, ki so jo napovedali leta 2009, junija 2010 pa je začela delovati v ZDA. Storitev je enakovredna raztrosenemu računalništvu za igre. Izbrana igra je sinhronizirana, upodobljena in shranjena na oddaljenem strežniku in posredovana prek medmrežja.
Takšna storitev ima nekaj prednosti pred igralnimi konzolami, saj ne zahteva močnih računalnikov, razen zmožnosti predvajanja videa, ker se igre procesirajo na strežniku.
Več kot 50 založnikov, kot so: Electronic Arts, Take-Two, Ubisoft, Epic Games, Atari, Codemasters, THQ, Warner Bros., 2D Boy, Gameloft, Eidos Interactive, Disney Interactive Studios, ter drugi so se pridružili storitvi. Trenutno je na voljo prek 100 iger.